# Holguín (kommun)
Municipio de Holguín är en kommun i Kuba.   Den ligger i provinsen Provincia de Holguín, i den östra delen av landet, 700 km öster om huvudstaden Havanna. Antalet invånare är 346 191. Arean är 656 kvadratkilometer.
Terrängen i Municipio de Holguín är huvudsakligen platt, men österut är den kuperad.
Följande samhällen finns i Municipio de Holguín:
- Holguín